# Euskirchen
Euskirchen est une ville allemande de Rhénanie-du-Nord-Westphalie, située à environ 33 km au sud de Cologne et à 10 km à l'est de Zülpich.
Elle compte environ 57 000 habitants.

## Histoire
| Appartenances historiques Margraviat de Juliers 1355-1356 Duché de Juliers 1356-1797 République cisrhénane (Roer) 1797-1802 République française (Roer) 1802-1804 Empire français (Roer) 1804-1813 Royaume de Prusse (Province de Juliers-Clèves-Berg) 1815-1822 Royaume de Prusse (Province de Rhénanie) 1822-1918 République de Weimar 1918-1933 Reich allemand 1933-1945 Allemagne occupée 1945-1949 Allemagne 1949-présent |

Les premières traces d'occupation humaine du site datent d'une période comprise entre 3000 et 2000 avant J.-C..
Des Celtes eburons, mais aussi des Ubiens (peuple germanique que César décrit comme civilisé) s'y installent à partir de -800, et créent sur la région un réseau routier.
Les Romains y établissent un centre commercial.
À l'époque des Grandes invasions, les Francs occupent la ville et sa région.
Vers 1270, une muraille défensive est érigée (remaniée en 1325) de 1450 mètres, avec fossés, sept tours et trois portes.
Le 1er août 1302, la ville obtient le "droit de cité" : divers privilèges et autonomie juridique, dans le Saint Empire romain germanique.
Elle devient en 1827 capitale de l'arrondissement d'Euskirchen. Elle est le centre administratif et économique de la région.
Conquise le 4 mars 1945 par les forces US (Seconde Guerre mondiale).
La 52e escadrille du 13e Wing Missiles belge y a opéré des missiles sol-air Nike.

## Géographie

### Quartiers
- Billig, Disternich, Dom-Esch, Elsig, Euenheim, Flamersheim, Frauenberg, Großbüllesheim, Kessenich, Kirchheim, Kleinbüllesheim, Kreuzweingarten-Rheder, Kuchenheim, Niederkastenholz, Oberwichterich, Palmersheim, Roitzheim, Rüdesheim, Schweinheim, Stotzheim, Weidesheim, Wißkirchen, Wüschheim.

### Communes voisines
- Bad Münstereifel (ville, arrondissement Euskirchen)
- Mechernich (ville, arrondissement Euskirchen)
- Rheinbach (ville, arrondissement Rhein-Sieg)
- Swisttal (commune, arrondissement Rhein-Sieg)
- Weilerswist (commune, arrondissement Euskirchen)
- Zülpich (ville, arrondissement Euskirchen)

|            | Weilerswist      | Swisttal  |
| Zülpich    | Euskirchen       | Rheinbach |
| Mechernich | Bad Münstereifel |           |

## Personnalités liées à la commune
- Emil Fischer, * 9 octobre 1852; † 15 juillet 1919 à Berlin, 1902 prix Nobel de chimie
- Wilhelm Eschweiler, *1er décembre 1860; † 31 mars 1936, chimiste
- Thomas Eßer, * 15 mai 1870 à Schwerfen; † 29 novembre 1948, homme politique
- Jean Spessart, * 27 mars 1886; † 14 mars 1961, peintre
- Willi Graf, * 2 janvier 1918; † 12 octobre 1943 à Munich, est un membre de La Rose blanche (en allemand Weiße Rose), groupe de résistants allemands pendant la Seconde Guerre mondiale
- Heinz Flohe, * 28 janvier 1948, membre de l'équipe nationale de foot
- Bettina Wiegmann, * 7 octobre 1971, membre de l'équipe nationale de foot
- Silke Rottenberg, * 25 janvier 1972, membre de l'équipe nationale de foot
- Jamie Stevens, * 15 septembre 1974, chanteur international
- Sonja Fuss, * 5 novembre 1978, membre de l'équipe nationale de foot
- Lukas Klünter, *5 mai 1996, joueur du 1. FC Cologne

## Jumelages
- Charleville-Mézières (France), depuis 1961
  - entre le lycée Emil Fischer (Emil-Fischer-Gymnasium) et le lycée Chanzy
  - entre le lycée Ste-Marie (Marienschule) et le lycée Sévigné
- Basingstoke and Deane (Grande-Bretagne), depuis 1986
- Kutztown (États-Unis), depuis 2004
  - entre le lycée Ste-Marie (Marienschule) et Kutztown Area High School
- Fehrbellin (Allemagne)